# Scopula conduplicata
Scopula conduplicata är en fjärilsart som beskrevs av W. Warren 1904. Scopula conduplicata ingår i släktet Scopula och familjen mätare. Inga underarter finns listade.